# All-Ireland Senior Hurling Championship 1898
L'All-Ireland Senior Football Championship 1898 fu l'edizione numero 12 del principale torneo di hurling irlandese. Tipperary batté Kilkenny in finale, ottenendo il quarto titolo della sua storia.

## Formato
Parteciparono 10 squadre, quattro per il Leinster e cinque per il Munster, più Galway, che fu ammesso di diritto alla semifinale All-Ireland, dove avrebbe sfidato i vincitori del Munster. I vincitori del Leinster erano ammessi di diritto alla finale.

## Torneo
Leinster Senior Hurling Championship
| Dublino Quarto di finale | Wexford | 0-00 – 1-11 | Offaly | Jones's Road |

| Dublino Semifinale | Kilkenny | 4-13 – 1-5 | Offaly | Jones's Road |

| Finale | Kilkenny | 4-12 – 3-2 | Dublin |  |

Munster Senior Hurling Championship
| Semifinale | Cork | 6-6 – 0-2 | Limerick | Tipperary |

| Waterford Semifinale | Tipperary | – | Clare | Walsh Park |

| Dungarvan Finale | Tipperary | 3-0 – 2-3 | Cork | Fraher Field |

| Finale replay | Tipperary | 1-13 – 1-2 | Cork | Kilmallock |

All-Ireland Senior Hurling Championship
| 25 marzo 1900 Semifinale | Galway | 1-3 – 3-14 | Tipperary | Athenry |

| Dublino 25 marzo 1900 Finale | Tipperary            | 7-13 – 3-10 | Kilkenny | Jones's Road (c.2,500 spett.)\| Arbitro: \| J.J. McCabe (Dublin) \| |
| Arbitro:                     | J.J. McCabe (Dublin) |             |          |                                                                     |

- La finale del Munster fu rigiocata, in quanto il primo incontro fu interrotto per mancanza di luminosità, mentre le squadre stavano pareggiando.
- Mikey Maher di Tipperary divenne il primo giocatore a vincere tre finali All-Ireland da capitano.